# Sphecodes angarensis
Sphecodes angarensis är en biart som beskrevs av Cockerell 1937. Sphecodes angarensis ingår i släktet blodbin, och familjen vägbin. Inga underarter finns listade i Catalogue of Life.